# Heringia senilis
Heringia senilis är en tvåvingeart som beskrevs av Sack 1938. Heringia senilis ingår i släktet gallblomflugor, och familjen blomflugor. Inga underarter finns listade i Catalogue of Life.